# 梅拉妮·米歇尔
梅拉妮·米歇尔（英語：Melanie Mitchell，1969年—）是一位美国计算机科学家，波特蘭州立大學教授，主要研究领域为复杂系统和遗传算法以及細胞自動機，主要科普作品有《复杂》（Complexity: A Guided Tour）等。